# Grb Naurua
Grb Naurua službeno je usvojen 1968. godine.
Sastoji se od štita koji je podijeljen na dvije polovice. Na gornjoj polovici nalazi se alkemičarski znak za fosfor. Na donjoj polovici su ptica Fregatidae koja stoji na prečki iznad oceana, te grana biljke Calophyllum. Oko štita je oprema poglavice, koju nosi na ceremonijama, uže od palminog lišća, pera, te zubi morskog psa. Iznad štita nalazi se zvijezda koja je preuzeta sa zastave Naurua. Iznad se nalazi ime države na nauruskom: Naoero, a ispod državno geslo Božja volja ispred svega.